# Melanagromyza crotalariana
Melanagromyza crotalariana är en tvåvingeart som beskrevs av Spencer 1961. Melanagromyza crotalariana ingår i släktet Melanagromyza och familjen minerarflugor. Inga underarter finns listade i Catalogue of Life.